# روح‌الله زمانی
روح‌الله زمانی (زادهٔ ۱۳۸۴) بازیگر ایرانی است. او فعالیت حرفه‌ای خود را با ایفای نقش در درام خورشید (۱۳۹۸) آغاز کرد که برایش توانست جایزهٔ مارچلو ماسترویانی به‌عنوان بازیگر نوظهور از هفتاد و هفتمین دوره جشنواره بین‌المللی فیلم ونیز را به‌دست‌ آورد. او برای به تصویر کشیدن رزمندهٔ جنگ ایران و عراق در موقعیت مهدی (۱۴۰۰) و بازی در در آغوش درخت (۱۴۰۱) نامزد دریافت سیمرغ بلورین بهترین بازیگر نقش مکمل مرد جشنواره فیلم فجر شد.

## زندگی و حرفه
روح‌الله زمانی سال ۱۳۸۴ در روستای نوجه‌ده در استان اردبیل به دنیا آمد. او کودک کار است و با پشتیبانی پدر و مادر بزرگش بزرگ شد. او یکی از ۶۰۰ نفری بود که برای خورشید (۱۳۹۸) ساختهٔ مجید مجیدی تست بازیگری داد و برای بازی در این فیلم انتخاب شد. او در این فیلم نقش یک کودک کار با وضعیت نابسامان به‌نام علی را ایفا می‌کند که مادرش به‌دلیل مشکلات روانی در بیمارستان بستری است. این فیلم در اکران آنلاین بیش از ۲٫۵ میلیارد تومان فروش داشت و نقدهای مثبتی را از طرف منتقدان دریافت کرده‌است. او برای این نقش جایزهٔ مارچلو ماسترویانی از جشنوارهٔ بین‌المللی فیلم ونیز و دیپلم افتخار هیئت داوران از جشنوارهٔ فیلم فجر را کسب کرد.
زمانی در سال ۱۴۰۰ در فیلم موقعیت مهدی به کارگردانی هادی حجازی‌فر ایفای نقش کرد. او در این فیلم نقش رزمندهٔ ۱۵ ساله در طول جنگ ایران و عراق را ایفا کرده‌است. تجربهٔ حضور در این فیلم برای او سخت و طاقت‌فرسا بود و در مصاحبه‌ای اعلام کرد که علاقه دارد تا نقش‌های متنوعی را ایفا کند. این فیلم در چهلمین دوره جشنواره فیلم فجر به نمایش درآمد و در آن جشنواره نامزد دریافت ۱۴ جایزهٔ شد که توانست پنج جایزه از جمله سیمرغ بلورین بهترین فیلم را کسب کند. همچنین او در این جشنواره نامزد دریافت جایزهٔ سیمرغ بلورین بهترین بازیگر نقش مکمل مرد شد. موقعیت مهدی بیش از ۱۴ میلیارد تومان در ایران فروش داشت و پرفروش‌ترین فیلم در موضوع دفاع مقدس شد.

## فیلم‌شناسی
| سال  | عنوان        | نقش            |
| ---- | ------------ | -------------- |
| ۱۳۹۸ | خورشید       | علی            |
| ۱۴۰۰ | موقعیت مهدی  | خسرو ملازاده   |
| ۱۴۰۱ | در آغوش درخت | رضا            |
| ۱۴۰۲ | آسمان غرب    | ملک‌علی غره‌باغی |
| ۱۴۰۲ | آبی روشن     |                |

سریال
قطب شمال سریال نمایش خانگی (امین محمودی یکتا)

## جوایز و افتخارات
| سال  | جشنواره                                                | بخش                               | اثر          | نتیجه        | جایزه                   | منبع             |
| ---- | ------------------------------------------------------ | --------------------------------- | ------------ | ------------ | ----------------------- | ---------------- |
| ۱۳۹۸ | سی و هشتمین جشنواره فیلم فجر                           | جایزه هیئت داوران                 | خورشید       | دیپلم افتخار |                         | [ نیازمند منبع ] |
| ۲۰۲۰ | هفتاد و هفتمین جشنواره بین‌المللی فیلم ونیز             | بهترین بازیگر نوظهور              | خورشید       | برنده        | جایزه مارچلو ماسترویانی | [ ۸ ]            |
| ۲۰۲۱ | پانزدهمین دوره جوایز فیلم آسیا                         | بهترین بازیگر نوظهور              | خورشید       | نامزدشده     |                         | [ ۹ ]            |
| ۱۳۹۹ | سی و سومین جشنواره بین‌المللی فیلم‌های کودکان و نوجوانان | بهترین بازیگر بخش مسابقه بین‌الملل | خورشید       | برنده        | پروانه زرین             | [ ۱۰ ]           |
| ۱۴۰۰ | بیست و یکمین جایزه حافظ                                | بهترین بازیگر مرد                 | خورشید       | نامزدشده     | تندیس حافظ              | [ ۱۱ ]           |
| ۱۴۰۰ | چهلمین جشنواره فیلم فجر                                | بهترین بازیگر نقش مکمل مرد        | موقعیت مهدی  | نامزدشده     | سیمرغ بلورین            | [ ۶ ]            |
| ۱۴۰۱ | چهل و یکمین جشنواره فیلم فجر                           | بهترین بازیگر نقش مکمل مرد        | در آغوش درخت | نامزدشده     | سیمرغ بلورین            | [ ۱۲ ]           |